# John de Pontoise
John de Pontoise (auch John de Pontissara) (* um 1240; † 4. Dezember 1304 in Wolvesey Castle) war ein englischer Geistlicher. Ab 1282 war er Bischof von Winchester. Im Gegensatz zu Erzbischof Robert Winchelsey und anderen Bischöfen seiner Zeit war er ein loyaler Unterstützer von König Eduard I.

## Herkunft und Studium
John de Pontoise stammte vermutlich aus einer anglonormannischen Familie, die ursprünglich aus der nordfranzösischen Stadt Pontoise stammte. Er studierte wahrscheinlich zunächst in Oxford, ehe er sein Studium an der Universität von Bologna fortsetzte. Bereits 1262 hatte er als Anwalt den englischen König Heinrich III. am französischen Königshof vertreten. Um 1270 hatte er den Titel eines Doktors des Römischen Rechts erlangt, als er von den Bürgern von Modena gebeten wurde, für ein Jahr in der Stadt zu lehren.

## Aufstieg zum Bischof von Winchester
Wohl schon während seines Studiums erhielt Pontoise zu seiner Versorgung das Rektorat von Welwick in Holderness sowie mindestens zwei weitere Pfründen in Yorkshire. Damit er diese  Benefizien zugleich wahrnehmen durfte, erhielt er 1264 einen päpstlichen Dispens. Als junger Geistlicher erhielten er und seine Mutter Joan außerdem von Christchurch Priory in Twyneham das Gut von Eastington auf der Isle of Purbeck zur lebenslangen Nutzung. Im Mai 1274 wurde er Kanoniker an der Kathedrale von Exeter und im Dezember 1274 Archidiakon von Exeter, dazu wurde er 1275 Rektor des zur Diözese Exeter gehörenden Tawstock. Kurz danach wurde er als Vertreter der Kirchenprovinz Canterbury zur Kurie nach Rom gesandt, wo er offenbar längere Zeit blieb. 1277 diente er dort als Anwalt für Walter of Bronescombe, Bischof von Exeter, und von 1279 bis 1282 als Anwalt von Erzbischof John Pecham. Vor 1281 wurde er zum Päpstlichen Kaplan ernannt, und nachdem in zwei umstrittenen Wahlen kein Nachfolger für den 1280 verstorbenen Nicholas of Ely, Bischof von Winchester gefunden werden konnte, wurde der sich noch in Rom aufhaltende Pontoise am 9. Juni 1282 von Papst Martin IV. zum Bischof der Diözese Winchester ernannt. Unter anderem hatte auch König Eduard I. versucht, seinen Kanzler Robert Burnell zum Bischof der reichen Diözese wählen zu lassen, doch die Wahl war vom Papst nicht anerkannt worden. Pontoise wurde vor dem 15. Juni 1282 von Kardinal Latino Malabranca Orsini, Bischof von Ostia, zum Bischof geweiht. Danach kehrte er nach England zurück. Am 1. August gelobte er Erzbischof John Pecham Gehorsam, worauf ihm am 11. August die Temporalien der Diözese übergeben wurden. Im September 1282 wurde er in der Kathedrale von Winchester inthronisiert.

## Bischof von Winchester

### Dienst für den König
Anfangs arbeitete Pontoise eng mit Erzbischof John Pecham zusammen, während der König ihm nachtrug, dass er anstelle seines Kanzlers zum Bischof ernannt worden war. Doch schon bald gelang es Pontoise, das Vertrauen von Eduard I. zu gewinnen. Als Jurist und wegen seiner guten Kenntnisse der Arbeit der päpstlichen Kurie wurde er ein wichtiger Vertreter des Königs. Er diente 1285 als Vertreter am französischen Königshof und begleitete von 1287 bis 1289 den König in die dem König gehörende Gascogne. Nach seiner Rückkehr nach England leitete er zusammen mit Kanzler Burnell die Gerichtsverfahren gegen die königlichen Minister, die beschuldigt wurden, während der Abwesenheit des Königs ihre Ämter missbraucht zu haben. Während des Französisch-Englischen Kriegs führte er von 1296 bis 1298 mit Frankreich und Papst Bonifatius VIII. Friedensverhandlungen. 1299 führte er in Frankreich und von 1300 bis 1301 wieder in Rom und in Paris weitere Verhandlungen, ehe er 1303 in Paris einen endgültigen Friedensvertrag aushandeln konnte. Aufgrund seiner Tätigkeit sowohl für den König wie für den Papst diente er von 1291 bis 1292 zusammen mit Bischof Oliver Sutton von Lincoln auch als Erheber des umstrittenen Zehnten, den Papst Nikolaus IV. dem englischen Klerus zur Finanzierung eines weiteren Kreuzzugs von Eduard I. auferlegt hatte.

### Tätigkeit als Bischof
Trotz seiner häufigen Abwesenheit im Dienst des Königs kümmerte sich Pontoise regelmäßig um die Verwaltung seiner Diözese, in die er während seiner Aufenthalte in England regelmäßig zurückkehrte. 1301 gründete er in Winchester das der heiligen Elisabeth von Thüringen geweihte St Elizabeth College zur Priesterausbildung. Aus Pontoises Amtszeit ist das älteste Urkundenregister der Bischöfe von Winchester erhalten. Nach diesen Urkunden kümmerte er sich sowohl um das Kathedralpriorat wie auch um die anderen Klöster und Pfarreien seiner Diözese, doch das Register enthält auch Urkunden, die seinen Dienst für die Krone und seine politischen Beziehungen zum französischen Königshof und zur Kurie belegen. Wegen seines engen Kontakts zum König hatte Pontoise aber auch zahlreiche Gegner. Als Bischof stand er in scharfen Gegensatz zu Erzbischof Robert Winchelsey, der die Interessen der Kirche hartnäckig gegen Eingriffe der Krone verteidigte. Dies führte dazu, dass Papst Bonifatius VIII. 1297 die Diözese Winchester gegenüber dem Erzbistum Canterbury exemt machte, womit Pontoise nicht mehr der geistlichen Aufsicht von Winchelsey unterstellt war. Nach seinem Tod wurde er in einem anonym verfassten Bericht, der nach Rom gesandt wurde, der Vernachlässigung der bischöflichen Besitzungen beschuldigt. Dennoch soll er es geschafft haben, ein großes Vermögen angesammelt zu haben. Diese Behauptungen können nicht belegt werden, sind aber auch nicht gänzlich auszuschließen. 
Pontoise wurde in der Kathedrale von Winchester begraben. Schon zu Lebzeiten hatte er wohl schon die Universität von Oxford unterstützt. In seinem Testament stiftete er 200 Mark, die als Darlehen an Dozenten und Studenten in Oxford verliehen werden konnten.